# Куба (Северо-Казахстанская область)
Куба (каз. Куба) — упразднённое село в Тимирязевском районе Северо-Казахстанской области Казахстана. На момент упразднения входило в состав Ленинского сельского округа. Ликвидировано в 2008 году.

## История
Указом ПВС Казахской ССР от 16.08.1971 года посёлку отделения №1 совхоза «Ленинский» присвоено наименование село Куба.

## Население
Согласно переписи 1989 года в селе проживало 116 человек, из которых казахи составляли 56% населения. По данным переписи 1999 года в селе проживало 83 человека (40 мужчин и 43 женщины).